# Moderation
"Moderation" é uma música da banda britânica Florence and the Machine, lançada como single em 24 de janeiro de 2019 pela Virgin EMI Records. A versão digital inclui o lado B "Haunted House". É o primeiro material novo da banda desde o álbum High as Hope de junho de 2018.

## Antecedentes
"Moderation" foi lançado durante um concerto no início de janeiro de 2019.

## Recepção critica
"Moderation" foi chamado de "enorme e cinematográfico batedor com palmas de gospel e uma gigantesca performance vocal de Florence Welch no seu centro" por Stereogum  enquanto "Haunted House" foi descrito como "contido" em contraste com "Moderation", bem como " mais macia". Jon Blistein, da Rolling Stone, chamou as canções de "descaradas", escrevendo ainda que "Moderation" é uma música de piano sobre Welch confrontando um "amante tépido", e "Haunted House" é sobre Welch "abordando as vozes que a mantêm" até tarde da noite em um arranjo esparso que se transforma em uma mistura nervosa de piano, bateria e backing vocals". Consequence of Sound chamou "Moderação" um "número empolgante", enquanto "Haunted House" foi rotulado "assustador e triste". A Billboard disse que "Moderation" "começa com um estrondo, uma intro empolgante", e que "Haunted House" "revela o lado sombrio de Welch, com um terno piano acompanhando a voz cadenciada de Welch".

## Faixas e formatos
| N.º | Título          | Duração |  |
| 1.  | "Moderation"    | 3:08    |  |
| 2.  | "Haunted House" | 1:53    |  |

## Gráficos
| Grafico (2019)                 | Melhor posiçã |
| ------------------------------ | ------------- |
| New Zealand Hot Singles (RMNZ) | 20            |